# Bernd von Below
Bernd (auch Bernhard) Johann Carl Friedrich von Below (* 10. Juli 1762 in Klein Niendorf; † 27. März 1834 in Rostock) war Oberst des Großherzoglich Mecklenburgischen Füsilierregimentes und von 1808 bis 1832 Stadtkommandant von Rostock.

## Herkunft
Bernd von Below war Angehöriger des Adelsgeschlechts von Below. Er wurde geboren als Sohn von Theodor Wilhelm Reimer Erdmann von Below (* 30. September 1741; † 20. April 1770), Rittergutsbesitzer auf Klein Niendorf bei Lübz, und dessen Ehefrau Catharina Juliane von Pressentin. Sein Vater verspielte jedoch Hab und Gut in einer Nacht und starb in derselben. Bernd von Below war zu dem Zeitpunkt erst sieben Jahre alt. Seine Mutter zog mit seinen beiden kleinen Schwestern in ein Predigerwitwenhaus, während Bernd der alten Prinzessin Ulrike im Schweriner Schloss zur Pflege übergeben wurde.

## Leben
Als Bernd von Below zwölf Jahre alt war, wurde er Leibpage der Prinzessin Ulrike Sophie zu Mecklenburg [-Schwerin]. 1779 begann er unter Erbprinz Friedrich Franz (I.) zu Mecklenburg [-Schwerin] seinen Militärdienst im Infanterieregiment von Gluer, wurde 1782 zum Sekondelieutenant befördert und ging 1788 zum Leibgrenadierregiment. Hier bekleidete er den Rang eines Premierlieutenants. Als sein ehemaliges Regiment zum Herzoglich Mecklenburgischen Füsilierregiment Nr. 90 umgewandelt worden war, kehrte von Below 1789 hierhin zurück. Grund für die Bildung des Regimentes war die Zusicherung des Landesherrn an den niederländischen Prinzen Wilhelm V., ihm mecklenburgische Truppen zu überlassen. Nach der in Rostock stattfindenden Vereidigung am 12. Juli 1788 wurde das Regiment unverzüglich nach Holland in Marsch gesetzt. Kommandant war General von Gluer, ab Dezember 1790 Oberst von Pressentin. Von Below diente hier als Stabskapitän. In der Provinz Nordbrabant kämpfte das Regiment in der Festung ’s-Hertogenbosch und ab 1794 in der Festung Maastricht. Am 4. November 1794 kapitulierten die Verbündeten vor den französischen Truppen und das mecklenburgische Regiment gelangte nach entbehrungsreichen Verlegungen in verschiedene holländische Festungen erst am 16. Januar 1796 in Boizenburg wieder auf heimatlichen Boden. Am 26. Januar in Rostock angelangt, wurde das Regiment auf sechs Kompanien verkleinert, wovon von Below eine übernahm. 1797 wurde Erbprinz Friedrich Ludwig zu Mecklenburg Regimentschef, und das Regiment erhielt den Namen Regiment Erbprinz. Zum Einsatz kam das Regiment im Oktober 1800 beim sogenannten „Rostocker Butterkrieg“, als es trotz wirtschaftlichen Aufschwungs zu einer Reihe von Unruhen durch Rostocker Handwerker, ausgelöst vor allem durch Teuerungen bei Lebensmitteln kam. Es kam dabei zu Plünderungen und Zerstörungen. Das Regiment sorgte für den Erhalt der öffentlichen Ordnung. 1804, andere Quellen sprechen von 1808, wurde von Below Stadtkommandant in Rostock. Die Stadt hatte ihre Wehrhoheit seit dem Mittelalter behalten und unterhielt ein militärisches Kommando. 1814 wurde er zum Oberst befördert. Er war bis 1832 im Amt.

## Familie
Er heiratete am 2. Januar 1797 in Rostock  Sophie Margarethe Albertine von Graevenitz († 1811). Das Paar hatte folgende Kinder:
- Friederike Franziska (* 27. Oktober 1797; † 4. März 1875) ⚭ 1836 Joachim Anton Friedrich von Quistorp (* 30. April 1792; † 12. Februar 1860)
- Dorothea Eleonore Caroline Johanna Sophie (* 31. März 1799; † 30. April 1856) ⚭ Karl von Sprewitz (* 4. Dezember 1794; † 28. April 1847)
- Karoline Bernhardine Wilhelmine (* 10. Juni 1800; † 24. Juni 1872)
- Wilhelm Carl Georg (* 3. November 1801; † 1911) ⚭ 1834 Klara Florentine Auguste Küller (* 24. September 1812; † 13. März 1895)
- Friedrich Julius Georg (* 7. Mai 1804; † 6. April 1805)
- Luise Auguste Wilhelmine Hardowika (* 4. Juli 1805; † August 1805)
- Theodora Luise Juliane (* 6. April 1808; † 20. August 1808)
- Theodor Ludwig Ferdinand Friedrich Carl (* 11. Oktober 1809; † 7. Februar 1888)

Nach dem Tod seiner ersten Frau heiratete er am 22. Juni 1817 in Rostock Elisabeth Sophie von Blücher (* 5. März 1764; † 28. Juni 1857). Das Paar hatte eine Tochter:
- Luisa Johanna Sophia Georgine (* 15. Oktober 1818) ⚭ 1841 Ferdinand von Maltzan (* 24. Oktober 1806; † 6. August 1890), Reichsfreiherr zu Wartenberg und Penzlin, Sohn von Ferdinand von Maltzan

## Ehrungen
Am 19. Januar 1829 wurde Bernd Johann Carl Friedrich von Below aus Anlass des 50-jährigen Dienstjubiläums beim Militär die Ehrenbürgerwürde der Hansestadt Rostock verliehen.